# Cancer Epidemiology
Cancer Epidemiology, abgekürzt Cancer Epidemiol., ist eine wissenschaftliche Fachzeitschrift, die vom Elsevier-Verlag veröffentlicht wird. Die Zeitschrift wurde 1976 unter dem Namen Cancer Detection and Prevention gegründet und erhielt 2009 den derzeitigen Namen. Sie erscheint mit sechs Ausgaben im Jahr. Es werden Arbeiten veröffentlicht, die sich aus epidemiologischer Sicht mit Fragen der Krebsentstehung, -prävention und -behandlung beschäftigen.
Der Impact Factor lag im Jahr 2016 bei 2,343. Nach der Statistik des ISI Web of Knowledge wird das Journal mit diesem Impact Factor in der Kategorie Onkologie an 142. Stelle von 217 Zeitschriften und in der Kategorie Public Health, Umwelt- und Arbeitsmedizin an 38. Stelle von 162 Zeitschriften geführt.